# 周詔 (嘉靖進士)
周詔（1516年—？），字若師，河南開封府延津縣人，民籍，明朝政治人物。

## 生平
嘉靖二十二年（1543年）癸卯科河南鄉試第十八名舉人。嘉靖二十九年（1550年）中式庚戌科會試第二百五十二名，登第二甲第四十名進士。官至南京户部郎中。

## 家族
曾祖周良；祖父周珍，壽官；父周密，通判。母楊氏。慈侍下。兄周訓（知县）、周誥（监生）。弟周論、周誨、周言（监生）、周诗（监生）、周志、周诹、周评、周讲、周诚。